# Departamento Ñorquín
Ñorquín es uno de los 16 departamentos en los que se divide la provincia del Neuquén (Argentina).

## Superficie y límites
El departamento tiene una extensión de 5545 km² y limita al norte con los departamentos Minas y Chos Malal, al este con el departamento Pehuenches, al sur con el departamento Loncopué y al oeste con la República de Chile.

## Población
Según el Censo 2010, vivían en el departamento 4667 personas. Esta cifra lo ubicó como el cuarto departamento menos poblado de la provincia.
El censo argentino de 2022 reportó 5609 habitantes.Esto representó un crecimiento del 19.5%. El dato censal lo situó como el departamento con la tercera menor densidad.

## Localidades[6]
Caviahue
Copahue
El Cholar
El Huecú
Taquimilán

### Parajes
- Colipilli
- Chochoy Mallin
- Naunauco
- Rahueco
- Ranquilon
- Taquimilan Arriba
- Taquimilan Centro
- Taquimilan Abajo
- Vilu Mallin